# 阿蘇市立役犬原小学校
阿蘇市立役犬原小学校（あそしりつ やくいんばるしょうがっこう）は、熊本県阿蘇市にあった公立小学校。

## 沿革
- 1872年（明治5年）11月 - 知覚村舎創立。
- 1874年（明治7年）8月 - 四分一学校と改称。
- 1875年（明治8年）5月 - 役犬原小学校と改称
- 1889年（明治22年）4月 - 尋常竹原小学校役犬原分校と改称。
- 1892年（明治25年）8月 - 役犬原尋常小学校と改称 。
- 1941年（昭和16年）4月 - 熊本県阿蘇郡役犬原国民学校と改称。
- 1947年（昭和22年）4月 - 学制改革に伴い、熊本県阿蘇郡黒川村立役犬原小学校と改称。
- 1954年（昭和29年）4月 - 町村合併により熊本県阿蘇郡阿蘇町立役犬原小学校と改称。
- 2005年（平成17年）2月 - 阿蘇市立役犬原小学校と改称
- 2005年（平成17年）3月 - 阿蘇市立碧水小学校へ統合。